# FDGB-Pokal 1968/69
Der 18. Wettkampf um den FDGB-Fußballpokal fand in der Saison 1968/69 statt.
In der ersten Pokalrunde traten 46 Mannschaften an: 15 Bezirkspokalsieger, 29 DDR-Ligisten und die zwei Oberligaabsteiger – jeweils nach dem Stand der Fußballsaison 1967/68. Die DDR-Liga-Mannschaft von Chemie Premnitz hatte ein Freilos. Für alle Paarungen des gesamten Wettbewerbs war das K.-o.-System vorgesehen, unentschiedene Spiele wurden verlängert und gegebenenfalls wiederholt.
Nach einer Ausscheidungsrunde, für die drei Bezirkspokalsieger und neun Mannschaften der DDR-Liga ausgelost wurden, griffen in der II. Hauptrunde die 14 Oberligamannschaften in den Wettbewerb ein. Mit Hansa Rostock, Rot-Weiß Erfurt und Stahl Riesa schieden hier bereits drei Oberligisten aus. Der neue Vizemeister FC Carl Zeiss Jena benötigte gegen den Bezirkspokalsieger Motor Grimma ein Wiederholungsspiel, das er dann allerdings hoch mit 10:1 gewann. Auch der zweite noch im Wettbewerb befindliche Bezirkspokalsieger BFC Dynamo II schied nach einem 1:2 gegen DDR-Ligist Dynamo Dresden aus.
Im Achtelfinale kam es zur Wiederholung des Vorjahres-Finales 1. FC Union Berlin – FC Carl Zeiss Jena. Mit einem 1:0-Sieg in Berlin nahmen die Jenaer erfolgreich Revanche. Zwei DDR-Ligisten, Wismut Gera und Dynamo Dresden konnten sich für das Viertelfinale qualifizieren, mussten dort jedoch auswärts antreten und unterlagen jeweils klar. Auch Vorjahresfinalist Jena musste nach einer hohen 1:4-Niederlage beim neuen Meister Vorwärts Berlin die Segel streichen, aber auch der Meister verpasste nach einem 1:2 beim FC Karl-Marx-Stadt den Einzug in das Endspiel. Dagegen kam der 1. FC Magdeburg durch einen 2:1-Auswärtssieg beim BFC Dynamo zum dritten Mal ins Finale.

## I. Hauptrunde
Die Spiele fanden am 11. August 1968 statt.
|                                  | Ergebnis  |                                |
| -------------------------------- | --------- | ------------------------------ |
| Berliner FC Dynamo II *          | 3:1       | BSG Post Neubrandenburg        |
| BSG Chemie Veritas Wittenberge * | 6:1       | SG Lichtenberg 47              |
| BSG Post Neubrandenburg II *     | 2:3       | FC Hansa Rostock II            |
| BSG Motor Ludwigsfelde *         | 0:2       | SG Dynamo Schwerin             |
| FSG Dynamo Frankfurt *           | 1:5       | BSG Lokomotive Stendal         |
| BSG Motor Grimma *               | 3:2       | BSG Aktivist Karl-Marx Zwickau |
| ASG Vorwärts Cottbus II *        | 2:5       | BSG Motor Hennigsdorf          |
| BSG Lokomotive Halberstadt *     | 2:3       | SG Dynamo Eisleben             |
| SG Dynamo Dresden II *           | 0:1       | ASG Vorwärts Leipzig           |
| BSG Chemie Buna Schkopau *       | 2:3       | FC Rot-Weiß Erfurt II          |
| BSG Motor Gotha *                | 2:4       | ASG Vorwärts Meiningen         |
| SG Blau-Weiß Reichenbach *       | 2:1       | FSV Lokomotive Dresden         |
| BSG Chemie Schwarza *            | 0:1 n. V. | BSG Motor Wema Plauen          |
| BSG Chemie Dermbach *            | 1:4       | BSG Wismut Gera                |
| BSG Einheit Greifswald *         | 2:2 n. V. | ASG Vorwärts Neubrandenburg    |
| BSG Motor Bautzen                | 0:3       | SG Dynamo Dresden              |
| BSG Motor Babelsberg             | 2:1       | FC Energie Cottbus             |
| TSG Wismar                       | 0:1 n. V. | ASG Vorwärts Stralsund         |
| SC Fortschritt Weißenfels        | 0:2       | FC Carl Zeiss Jena II          |
| BSG Aktivist Schwarze Pumpe      | 2:1       | BSG Stahl Eisenhüttenstadt     |
| BSG Motor Köpenick               | 1:0       | ASG Vorwärts Cottbus           |
| BSG Motor Weimar                 | 1:1 n. V. | BSG Motor Steinach             |
| BSG Motor Eisenach               | 2:0       | BSG Chemie Zeitz               |
| Chemie Premnitz                  | Freilos   |                                |

### Wiederholungsspiele
|                             | Ergebnis |                          |
| --------------------------- | -------- | ------------------------ |
| BSG Motor Steinach          | 2:0      | BSG Motor Weimar         |
| ASG Vorwärts Neubrandenburg | 4:3      | BSG Einheit Greifswald * |

## Ausscheidungsrunde
Die Spiele fanden am 7. Oktober 1968 statt.
|                                  | Ergebnis  |                         |
| -------------------------------- | --------- | ----------------------- |
| BSG Chemie Veritas Wittenberge * | 0:4       | Berliner FC Dynamo II * |
| SG Blau-Weiß Reichenbach *       | 1:1 n. V. | BSG Motor Eisenach      |
| BSG Motor Babelsberg             | 0:1       | BSG Wismut Gera         |
| ASG Vorwärts Meiningen           | 1:0       | FC Rot-Weiß Erfurt II   |
| BSG Aktivist Schwarze Pumpe      | 2:0       | ASG Vorwärts Leipzig    |
| ASG Vorwärts Stralsund           | 0:0 n. V. | BSG Chemie Premnitz     |

### Wiederholungsspiele
|                     | Ergebnis  |                          |
| ------------------- | --------- | ------------------------ |
| BSG Motor Eisenach  | 2:0       | SG Blau-Weiß Reichenbach |
| BSG Chemie Premnitz | 1:2 n. V. | ASG Vorwärts Stralsund   |

## II. Hauptrunde
Die Spiele fanden am 16. November 1968 statt.
|                             | Ergebnis  |                          |
| --------------------------- | --------- | ------------------------ |
| BSG Motor Grimma *          | 1:1 n. V. | FC Carl Zeiss Jena       |
| Berliner FC Dynamo II *     | 1:2       | SG Dynamo Dresden        |
| ASG Vorwärts Neubrandenburg | 0:6       | 1. FC Magdeburg          |
| FC Carl Zeiss Jena II       | 1:5       | HFC Chemie Halle         |
| SG Dynamo Eisleben          | 2:3 n. V. | BSG Wismut Aue           |
| ASG Vorwärts Meiningen      | 2:3 n. V. | BSG Sachsenring Zwickau  |
| SG Dynamo Schwerin          | 0:3       | FC Vorwärts Berlin       |
| ASG Vorwärts Stralsund      | 1:1 n. V. | Berliner FC Dynamo       |
| BSG Motor Eisenach          | 0:0 n. V. | BSG Chemie Leipzig       |
| FC Hansa Rostock II         | 1:1 n. V. | 1. FC Union Berlin       |
| BSG Motor Steinach          | 1:3       | FC Karl-Marx-Stadt       |
| BSG Motor Hennigsdorf       | 2:0       | FC Hansa Rostock         |
| BSG Wismut Gera             | 2:1       | FC Rot-Weiß Erfurt       |
| BSG Motor Wema Plauen       | 2:1       | BSG Stahl Riesa          |
| BSG Aktivist Schwarze Pumpe | 0:2       | 1. FC Lokomotive Leipzig |
| BSG Motor Köpenick          | 1:2       | BSG Lokomotive Stendal   |

### Wiederholungsspiele
|                    | Ergebnis  |                        |
| ------------------ | --------- | ---------------------- |
| FC Carl Zeiss Jena | 10:10     | BSG Motor Grimma       |
| Berliner FC Dynamo | 5:0       | ASG Vorwärts Stralsund |
| BSG Chemie Leipzig | 4:0       | BSG Motor Eisenach     |
| 1. FC Union Berlin | 3:1 n. V. | FC Hansa Rostock II    |

## Achtelfinale
Die Spiele fanden am 1. Dezember 1968 statt.
|                       | Ergebnis  |                          |
| --------------------- | --------- | ------------------------ |
| 1. FC Magdeburg       | 4:1       | BSG Sachsenring Zwickau  |
| BSG Wismut Gera       | 1:0       | HFC Chemie Halle         |
| BSG Motor Wema Plauen | 0:2       | BSG Chemie Leipzig       |
| SG Dynamo Dresden     | 2:1       | 1. FC Lokomotive Leipzig |
| FC Karl-Marx-Stadt    | 3:1       | BSG Wismut Aue           |
| 1. FC Union Berlin    | 0:1       | FC Carl Zeiss Jena       |
| BSG Motor Hennigsdorf | 0:2       | FC Vorwärts Berlin       |
| Berliner FC Dynamo    | 1:0 n. V. | BSG Lokomotive Stendal   |

## Viertelfinale
Die Spiele fanden am 23. April 1969 statt.
|                    | Ergebnis |                    |
| ------------------ | -------- | ------------------ |
| FC Vorwärts Berlin | 4:1      | FC Carl Zeiss Jena |
| Berliner FC Dynamo | 3:0      | SG Dynamo Dresden  |
| FC Karl-Marx-Stadt | 5:3      | BSG Wismut Gera    |
| BSG Chemie Leipzig | 1:2      | 1. FC Magdeburg    |

## Halbfinale
Die Spiele fanden am 8. Mai 1969 statt.
|                    | Ergebnis |                    |
| ------------------ | -------- | ------------------ |
| FC Karl-Marx-Stadt | 2:1      | FC Vorwärts Berlin |
| Berliner FC Dynamo | 1:2      | 1. FC Magdeburg    |

## Finale

### Statistik
| Paarung            | 1. FC Magdeburg – FC Karl-Marx-Stadt |
| Ergebnis           | 4:0 (1:0) |
| Datum              | 1. Juni 1969 |
| Stadion            | Rudolf-Harbig-Stadion, Dresden |
| Zuschauer          | 20.000 |
| Schiedsrichter     | Hans-Joachim Schulz (Görlitz) |
| Tore               | 1:0 Ohm (28.) 2:0 Walter (51.) 3:0 Ohm (60.) 4:0 Sparwasser (68.) |
| 1. FC Magdeburg    | Hans-Georg Moldenhauer – Manfred Zapf – Günter Fronzeck, Peter Sykora, Jörg Ohm, Rolf Retschlag – Hermann Stöcker, Wolfgang Seguin, Wolfgang Abraham – Jürgen Sparwasser, Joachim Walter Cheftrainer: Heinz Krügel                                                         |
| FC Karl-Marx-Stadt | Joachim Gröper (63. Manfred Kaschel) – Albrecht Müller, Eberhard Schuster, Fritz Feister, Peter Müller – Friedrich-Wilhelm Göcke, Rolf Steinmann, Dieter Erler – Gotthard Zölfl (46. Karl-Heinz Zeidler), Manfred Lienemann, Eberhard Vogel Cheftrainer: Bringfried Müller |

### Spielverlauf
Im Duell des Meisterschaftsdritten gegen den siebten der Oberliga-Abschlusstabelle 1968/69 waren im sächsischen Dresden nur die Anhänger des 1. FC Magdeburg unterlegen. Lediglich 200 Magdeburger sahen sich einer Kulisse von 7000 Karl-Marx-Städtern gegenüber. Ganz anders waren die Verhältnisse auf dem Rasen des Dynamostadions. Ein eindeutig überlegener 1. FC Magdeburg erzielte mit 4:0 den höchsten Endspielsieg seit 1950, als EHW Thale mit dem gleichen Ergebnis den Pokal gewonnen hatte.
Die Begegnung begann hektisch, bereits nach einer Viertelstunde hatten Göcke (FCK) und Zapf (FCM) verletzt am Boden gelegen. Beide konnten jedoch weiterspielen, und zunächst erarbeiteten sich die Karl-Marx-Städter voller Elan gute Torchancen. In der 12. Minute verfehlte Göcke nur knapp das Tor, in der 27. Minute musste Zapf auf der Torlinie klären. Die Magdeburger gingen auf Lauerstellung, vertrauten auf ihre sichere Deckung und warteten auf Kontermöglichkeiten. Das ergab sich bereits eine Minute nach Zapfs Rettungstat. Stöcker startete einen Lauf auf der linken Spielfeldseite, überlief Göcke und spielte Peter Müller aus. Seine halbhohe Flanke erreichte Ohm, der den Ball per Kopf ins Tor beförderte. Von diesem Moment an hatten die Magdeburger das Spielgeschehen in der Hand, bereits aus der eigenen Abwehr wurden die Stürmer immer wieder nach vorne geschickt, im Mittelfeld dominierten Ohm, Seguin und Abraham. Das Spiel des FCK zerfiel in erfolglose Einzelaktionen, seine Stürmer wurden bis zur Wirkungslosigkeit abgeschirmt.
Der 1. FCM nutzte seine Überlegenheit in der zweiten Spielhälfte konsequent. Sechs Minuten nach Wiederanpfiff war erneut Stöcker Ausgangspunkt des nächsten Tores. In seinen Eckstoß hechtete Walter und erzielte das 2:0. In ihrem Bemühen, das Spiel noch zu wenden, warfen die Karl-Marx-Städter danach alles nach vorn, boten damit dem Gegner aber dadurch noch mehr freie Räume. Diese wurden dankbar angenommen, in der 60. Minute konnte Ohm von der Mittellinie einen Sololauf starten und den Ball gefühlvoll über Torwart Gröper zum 3:0 hinwegheben. Nach acht Minuten war es Sparwasser, der zwei Gegner ausspielend das vierte Tor für Magdeburg erzielte. Diese Mannschaft spielte sich in einen wahren Rausch, hatte weitere Großchancen. Die letzte in der 85. Minute, als Sparwasser den eingewechselten Torwart Kaschel zu einer Glanzparade zwang.
Mit einer hervorragenden Leistung hatte der 1. FC Magdeburg zum dritten Mal den Pokal gewonnen. Dresdens Fußballidol vergangener Zeiten Richard Hofmann gratulierte anerkennend:
„Vielen Dank Jungens für diesen Fußballgenuß. Das war eine echte Werbung für unseren schönen Sport. Ihr habt klar und verdient gewonnen. Eure Deckung stand goldrichtig, war clever. Eure Angriffsspitzen kamen mit zunehmenden Spiel immer wirkungsvoller zur Geltung. Souverän habt ihr den Pokal erkämpft. Es war ein schönes Spiel, es war eine Freude, euch spielen zu sehen.“
 (Volksstimme Magdeburg, 2. Juni 1969)

## Quelle
- DDR-Sportzeitung Deutsches Sportecho, Jahrgänge 1968, 1969